# Miami Open 2008
Il Miami Open 2008 (conosciuto anche come Sony Ericsson Open,per motivi di sponsorizzazione) è stato un torneo di tennis giocato sul cemento. È stata la 24ª edizione del Miami Open, che faceva parte della categoria ATP Masters Series nell'ambito dell'ATP Tour 2008, e della Tier I nell'ambito del WTA Tour 2008. Sia il torneo maschile che quello femminile si sono giocati al Tennis Center at Crandon Park di Key Biscayne in Florida, dal 26 marzo al 6 aprile 2008.

## Campioni

### Singolare maschile
Nikolaj Davydenko ha battuto in finale  Rafael Nadal con il punteggio di 6–4, 6–2

### Singolare femminile
Serena Williams ha battuto in finale  Jelena Janković con il punteggio di 6–1, 5–7, 6–3

### Doppio maschile
Bob Bryan /  Mike Bryan hanno battuto in finale  Mahesh Bhupathi /  Mark Knowles con il punteggio di 6–2, 6–2

### Doppio femminile
Katarina Srebotnik /  Ai Sugiyama hanno battuto in finale  Cara Black /  Liezel Huber con il punteggio di 7–5, 4–6, [10–3]